# 어피목
어피목(魚被目, Ichthyostegalia  이크티오스테갈리아[*])은 멸종한 양서류의 목으로, 최초의 육상 척추동물들이 여기에 속한다.

## 속
어피목류는 이크티오스테가의 직계였으며, 1980년대까지는 세가지의 속 (이크티오스테가속, 아칸토스테가속, 툴레르페톤속)만이 속해 있었다. 원칙적으로는 지느러미 대신 발가락을 가진 기저동물 중 대부분이 어피목류에 속해 있으나, 클라크와 알버그는 이 사실을 틱타알릭 (발 대신 지느러미 두 짝을 유지하고 있던 사지동물과 가장 가까운 관계)보다 더욱 발전된 발견물들에 적용했다. 이 적용으로 인하여 밝혀진 오로도비스기의 사족동물의 수가 급격히 증가했고, 그리하여 현재 어피목에는 12가지 속이 포함되어 있다. 새로운 발견물들 대다수는 매우 단편적인 발견물 종류로, 일반적으로는 아래턱이었다. 이들 발견물은 발견되었을 때에는 어류에 속한 것으로 여겨졌으나, 여러 번의 분기학상 분석에서는 이 종들이 틱타알릭보다 발전되었다는 사실이 나타났다. 다만 실제로 이 종들이 지느러미 대신에 발을 가졌는지는 정확히 알 수 없다.

## 분류
- 어피목
  - 아칸토스테가과 (Acanthostegidae)
    - 아칸토스테가속 (Acanthostega)

  - 덴시그나투스과 (Densignathidae)
    - 덴시그나투스속 (Densignathus)

  - 엘기네르페톤과 (Elginerpetontidae)
    - 엘기네르페톤속 (Elginerpeton)
    - 오브루체비크티스속 (Obruchevichthys)

  - 이크티오스테가과 (Ichthyostegidae)
    - 히네르페톤속 (Hynerpeton)
    - 이크티오스테가속 (Ichthyostega)

  - 야곱소니아과 (Jakubsonidae)
    - 야곱소니아속 (Jakubsonia)

  - 메탁시그나투스과 (Metaxygnathidae)
    - 메탁시그나투스속 (Metaxygnathus)

  - 시노스테가과 (Sinostegidae)
    - 시노스테가속 (Sinostega)

  - Tulerpetontidae ()
    - Tulerpeton ()

  - 벤타스테가과 (Ventastegidae)
    - 벤타스테가속 (Ventastega)

  - Ymeridae ()
    - Ymeria ()